# Complexo Deodoro
O Complexo Deodoro é um conjunto formado por quatro praças localizado no Centro Histórico de São Luís, no Maranhão. 
Nele, estão situadas as praças Deodoro, Pantheon, Alameda Silva Maia e Alameda Gomes de Castro, consideradas as principais praças da cidade em razão do grande fluxo de veículos, com diversas linhas de ônibus e grande número de transeuntes.

## Histórico
No passado, funcionou no local o Quartel Militar do 5º Batalhão de Infantaria, que foi construído entre 1793 e 1797, e tinha capacidade para 1.333 praças, em uma região conhecida como Campo de Ourique. A construção ocupava o espaço onde hoje se localizam a Praça do Pantheon, a Biblioteca Pública Benedito Leite e o Sesc. 
Outras denominações também foram dadas para o logradouro, como Largo do Quartel (área da frente), que mais tarde passou a se chamar Praça da Independência (1868); e Largo da Pirâmide (área posterior), no local onde foi construído o obelisco da Pedra da Memória (1844), em homenagem à coroação de D. Pedro II, e que foi transferido para a Avenida Beira-mar, em 1946.

## Praça Deodoro
Por meio de uma lei municipal, em 15 de Agosto de 1868, o Largo do Quartel passou a se chamar Praça da Independência. Com o advento da República, recebeu a denominação de Praça Deodoro, em homenagem ao primeiro presidente do Brasil.
A Praça Deodoro corresponde ao quadrilátero localizado em frente à atual Praça do Pantheon, sendo por vezes confundida com as Alamedas Silva Maia e Gomes de Castro.
A partir dos anos 1990, foi instalado um camelódromo na praça, o que gerou diversas críticas pela desorganização provocada e descaracterização do espaço. 
Em 2018, passou por uma ampla reforma, em projeto coordenado pelo IPHAN e a Prefeitura, que também incluiu a Praça do Pantheon e as Alamedas Silva Maia e Gomes de Castro, com nova pavimentação de concreto lapidado e granito, itens de acessibilidade, caramanchões, bancos de pedras de lioz, novo sistema de iluminação e paisagismo, com a plantação de arbustos nativos e a volta dos bustos dos escritores. 

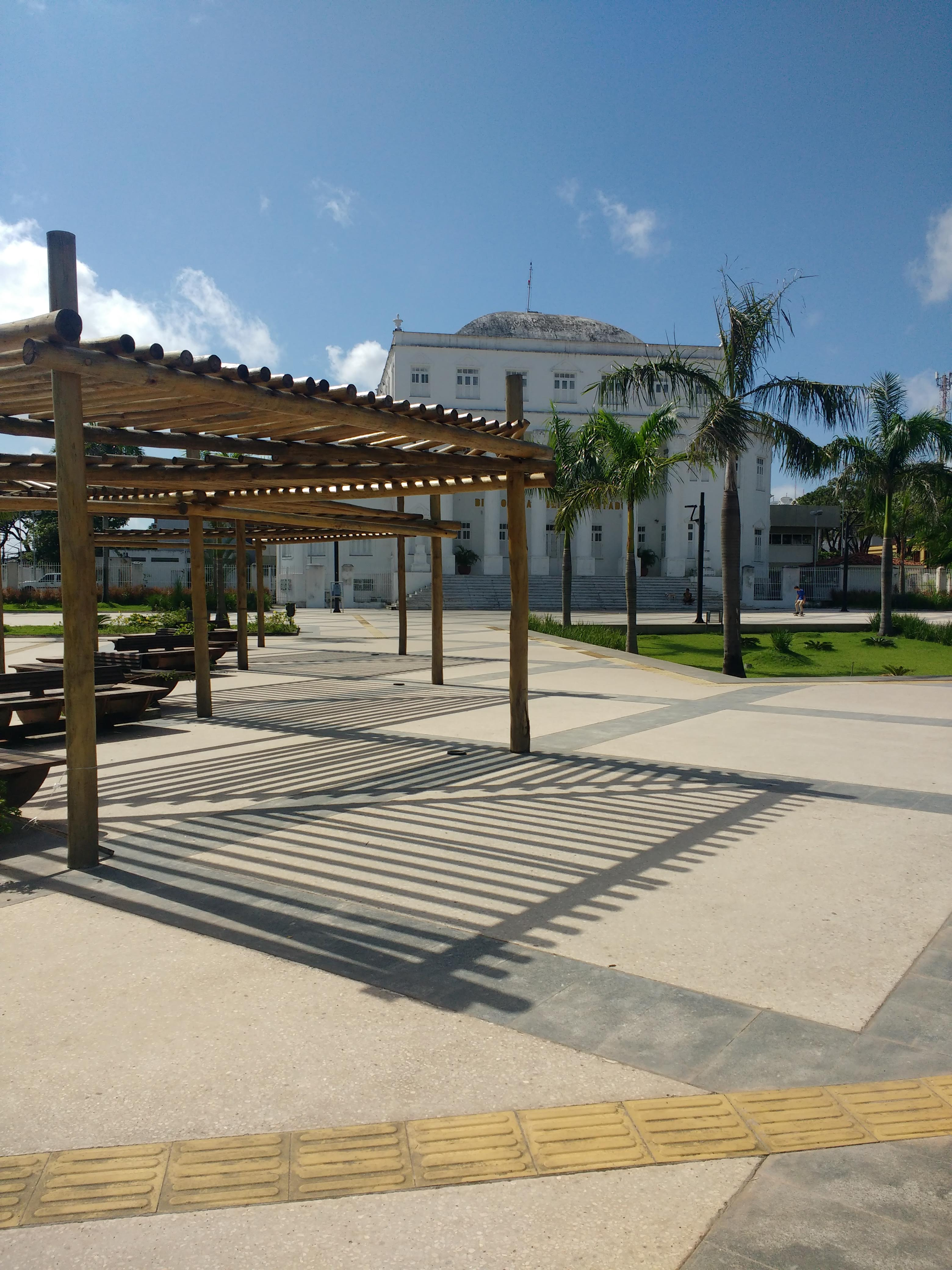
Biblioteca Benedito Leite, na Praça do Pantheon

## Praça do Pantheon
Com a demolição do Quartel, no final da década de 30 (e sua transferência para o bairro do João Paulo, em 1941), foi construída a Biblioteca Pública Benedito Leite, em 1950; e a Praça do Pantheon ganhou a atual denominação em sessão da Câmara Municipal de 29 de março de 1954, por sugestão do Instituto Histórico e Geográfico do Maranhão (IHGM).
A Praça do Pantheon tem como limites: a Avenida Silva Maia (ao norte), a Avenida Gomes de Castro (ao sul), a Travessa do Galpão, a Biblioteca Benedito Leite, Sesc, Parque Urbano Santos e Liceu Maranhense (leste) e a Praça Deodoro (oeste).
Na Praça do Pantheon, encontram-se homenagens a grandes escritores e intelectuais maranhenses, sendo os primeiros bustos instalados os de Artur Azevedo (1954) e Raimundo Correia (1954). Ao longo dos anos, outros bustos foram sendo inaugurados, ou transferidos de outros logradouros para a praça. 
Em 2007, os bustos foram transferidos para o Museu Histórico e Artístico do Maranhão (MHAM), para evitar a ação de vândalos, mas retornaram à praça em 2018, com a reforma do espaço.

### Bustos
Nos bustos, estão homenageados:

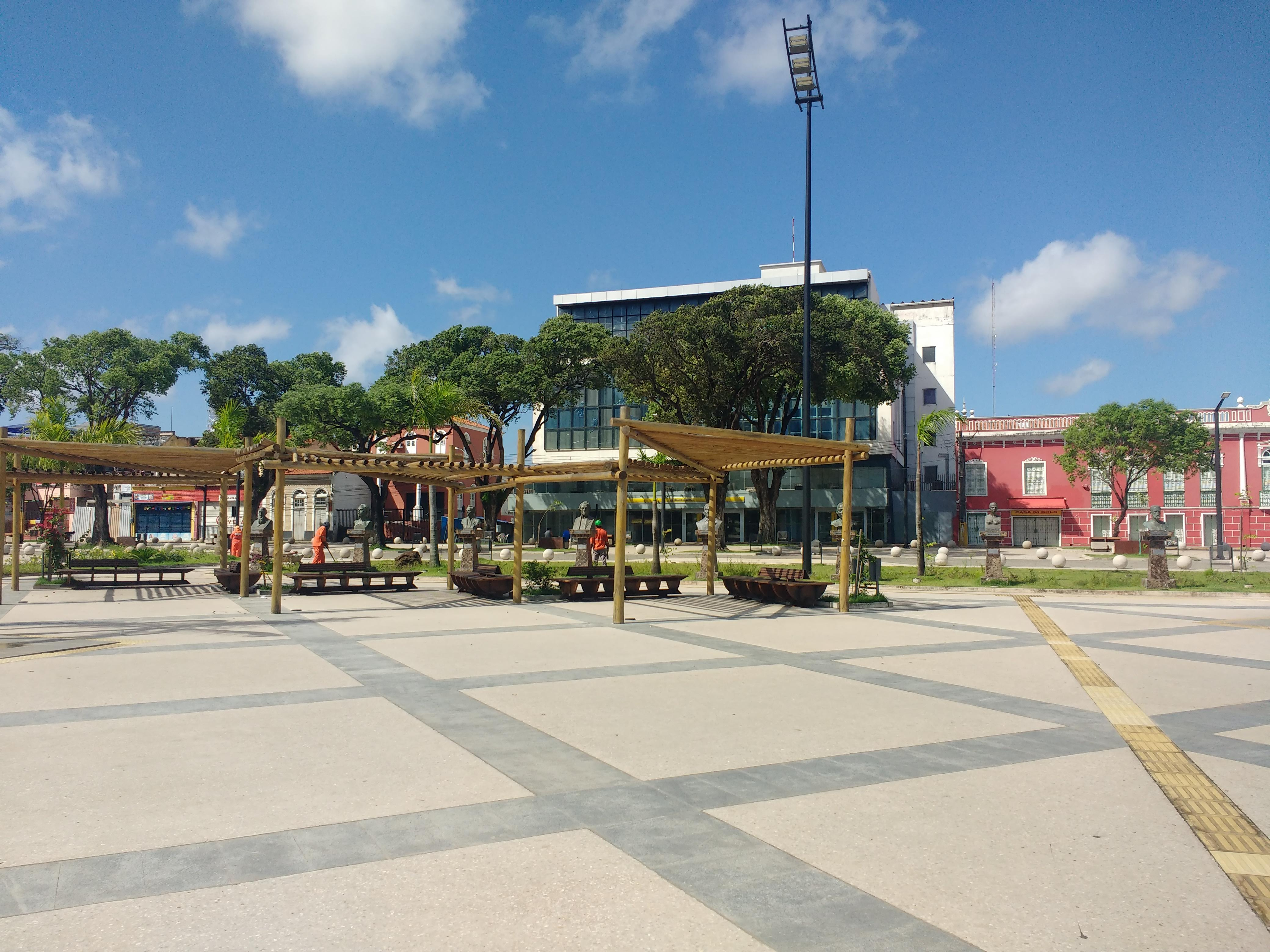
Bustos da Praça do Pantheon.

- Antônio Henriques Leal (1828-1885):  médico, jornalista, escritor, político e regente do Colégio Pedro II
- Arnaldo de Jesus Ferreira (1904-1958): poeta, jornalista, historiador e empresário; presidente do BEM; membro da Academia Maranhense de Letras
- Artur de Azevedo (1855-1908): dramaturgo, poeta, contista e jornalista; um dos fundadores da Academia Brasileira de Letras.
- Bandeira Tribuzi (1927-1977):  escritor e poeta modernista; fundador do jornal O Estado do Maranhão. autor do Hino de São Luís.
- Clodoaldo Cardoso (1894-1970): jurista e político; prefeito de São Luís; membro da Academia Maranhense de Letras.
- Coelho Neto (1864-1934): escritor, político e professor; membro da Academia Brasileira de Letras.
- Dunshee de Abranches (1867-1941): poeta, romancista, jornalista, político e professor.
- Gomes de Castro (1836-1908) : promotor, escritor e político brasileiro; presidente da província do Maranhão, do Piauí e da Câmara dos Deputados.
- Humberto de Campos (1886-1934): jornalista, político e escritor; membro da Academia Brasileira de Letras.
- Joaquim Gomes de Souza (1829-1864): político e matemático, considerado pioneiro no país; doutor e docente da Escola Militar da Corte
- Josué Montello (1917-2006): jornalista, professor, teatrólogo e escritor; membro da Academia Brasileira de Letras e da Academia Maranhense de Letras.
- Maria Firmina dos Reis (1822-1917): única mulher dentre os bustos; escritora, considerada primeira romancista brasileira, educadora.
- Nascimento de Moraes (1882-1958):  escritor, poeta, romancista, cronista, ensaísta e jornalista.
- Raimundo Corrêa (1859-1911): juiz, diplomata e poeta; membro da Academia Brasileira de Letras.
- Raimundo Corrêa de Araújo (1855-1951): escritor; membro da Academia Maranhense de Letras
- Ribamar Bogéa (1921-1996): jornalista; fundador do Jornal Pequeno.
- Silva Maia: (1811-1893): político; vice-presidente da província do Maranhão,
- Teixeira Mendes (1855-1927): filósofo e matemático; um dos autores da bandeira nacional republicana.
- Urbano Santos (1859-1922): jurista, promotor e político; governador do Maranhão e vice-presidente do Brasil.

Em setembro de 2022, foram acrescentados mais seis bustosː
- Nascimento Morais Filho (1922-2009)ː jornalista, poeta e cronista; membro da Academia Maranhense de Letras e do Instituto Histórico e Geográfico do Maranhão
- Celso Magalhães (1849-1879)ː  escritor brasileiro e o pioneiro do estudo do folclore no Brasil,
- Jomar Moraes (1940-2016)ː pesquisador, ensaísta, cronista, crítico e historiador da literatura maranhense; membro da Academia Maranhense de Letras
- Joaquim Sousândrade (1833-1902)ː escritor e poeta; presidente da Intendência Municipal de São Luís; idealizador da Bandeira do Maranhão
- Aluísio de Azevedo (1857-1913)ː romancista, contista, cronista, diplomata, caricaturista e jornalista brasileiro; desenhista e pintor; membro fundador da Academia Brasileira de Letras
- Ferreira Gullar (1930-2016)ː escritor, poeta, crítico de arte, biógrafo, tradutor, memorialista e ensaísta brasileiro e um dos fundadores do neoconcretismo; membro da Academia Brasileira de Letras; vencedor do Prêmio Camões.

## Alameda Silva Maia

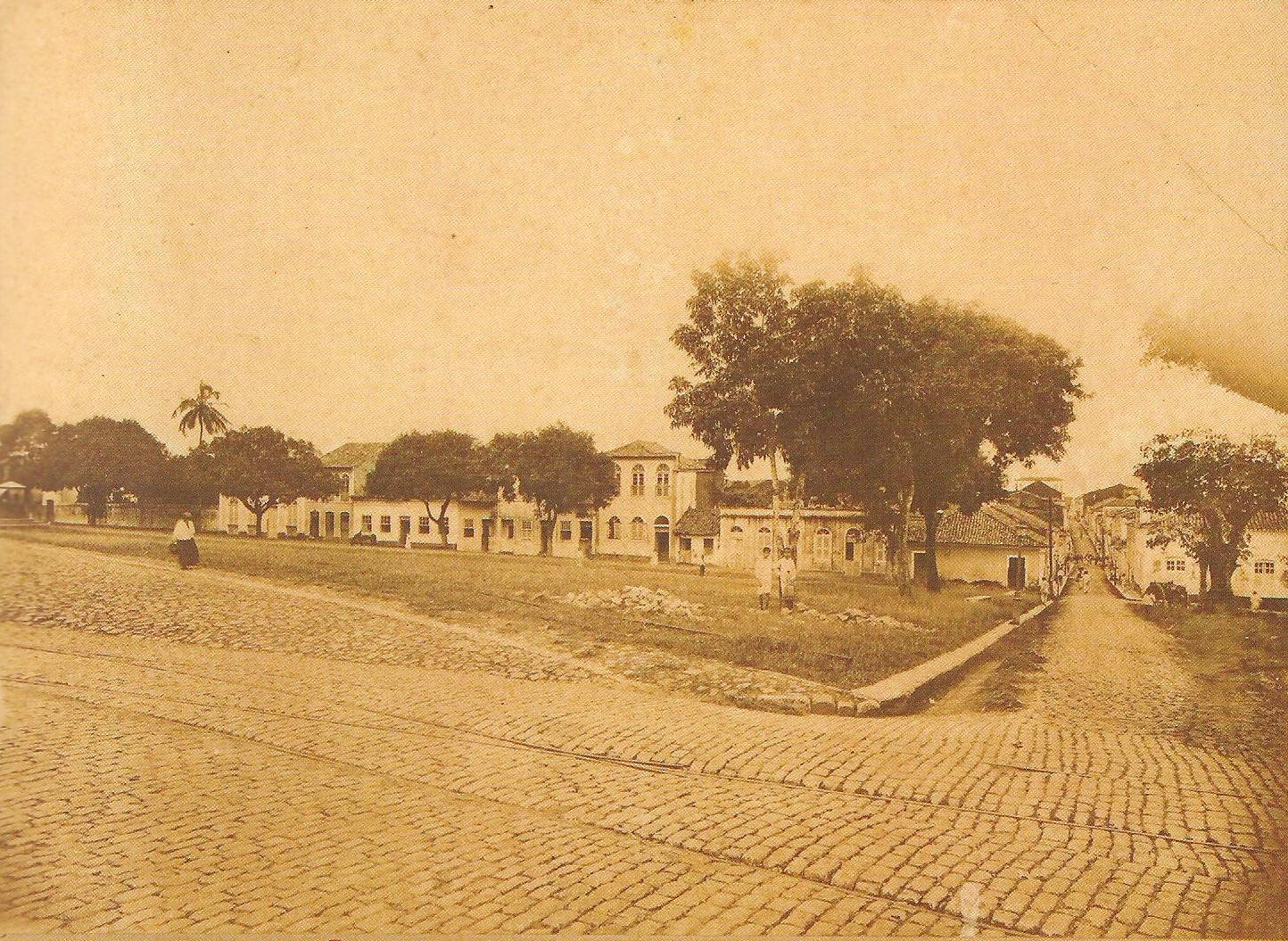
Praça Deodoro em 1908.

Localizada ao norte da Praça do Pantheon, na Avenida Silva Maia, essa praça é caracterizada pelos seus oitizeiros centenários.
José da Silva Maia (1811-1893) foi vice-presidente da província do Maranhão

## Alameda Gomes de Castro
Localizada ao sul da Praça do Pantheon, na Avenida Gomes de Castro, essa praça também é caracterizada pelos oitizeiros centenários. Fica de frente para o Banco do Brasil.
Augusto Olímpio Gomes de Castro (1836-1909) foi promotor, escritor e presidente da província do Maranhão.